# ディー・ブラッドリー・ベイカー
ディー・ブラッドリー・ベイカー（Dee Bradley Baker、1962年8月31日 - ）は、アメリカ合衆国の男性声優。

## 人物
インディアナ州出身、コロラド州グリーリー育ち。
9歳のころから大学に入る前までミュージカル・オペラ・演劇・スタンダップに俳優として参加した。
コロラドスプリングスにあるコロラド大学に通い、哲学を専攻しつつ ドイツ語も習った。  
卒業後、彼はロサンゼルスで舞台俳優・スタンダップコメディアン・歌手業を始めた。
クイズ番組『レジェンド～隠れ寺の伝説～』では、"Dee Baker"名義でOlmecの声を当てているほか、顔出しでも参加している。
また、w:Shop 'Til You Dropというクイズ番組にも顔出しで出演している。
2007年現在ディズニーランドのアトラクション『カリブの海賊』で、キャプテン・ジャック・スパロウのオウムの声も当てている。
カリフォルニア州バーバンクの自宅に専用の録音スタジオを持つ。

## 出演作品

### テレビドラマ
- マンダロリアン (蛙型の種族の女性）

### テレビアニメ
- アバター 伝説の少年アン（Appa, Momo, Actor Ozai他）
- アメリカン・ダッド（クラウス）
- アメリカン・ドラゴン（Kelpie, Pooka Pooka, Jersey Devil,Maximinus)
- インベーダー・ジム（男）
- ウィッチ -W.I.T.C.H.-（セドリック、他）
- Oops!フェアリーペアレンツ （エルマー, Binky Abdul, サンジェー,Remy Buxaplenty）
- おたすけマニー（マイナー）
- カウ&チキン（パパ）
  - I am ウィーゼル（Jolly Roger）
- KND ハチャメチャ大作戦（ナンバー4/ワラビー・ビートルズ）
- The Mighty B!(Happy Walter Higgenbottom)
- ザ・リプレイス 大人とりかえ作戦（ジョニー）
- スーパー・ロボット・モンキー・チーム・ハイパーフォース GO!（マエゾノ教授）
- スター・ウォーズ/クローン・ウォーズ（レックス、コーディ、サイア、グリー、クローン・トルーパー、オナコンダ・ファー）
- スター・ウォーズ/反乱者たち  (レックス、グレガー、ウォルフ、コンスタンチン提督、エフライム・ブリッジャー、ストームトルーパー)
- スター・ウォーズ:バッド・バッチ  (ハンター、テク、レッカー、エコー、クロスヘア、レックス、ハウザー、グレガー、カット・ロクウェイン、クローン・トルーパー)
- スポンジボブ（Squilliam Fancyson, Bubble Bass, Customers, Vendors他）
- スペースボール アニメイテッドシリーズ（ダークヘルメット）
- スペクタキュラー・スパイダーマン （カート・コナーズ/リザード）
- Time Squad - （Austrian General, Babies, Local 2）
- ティーン・タイタンズ（ラリー、ワイルドビースト（2代目）、グナーク、ラリー、ソート、他）
- バットマン:ブレイブ&ボールド（エトリガン / ジェイソン・ブラッド 、クロックキング、フェリックス・ファウスト 、ブレイン 、ケモ、他）
- パワーパフガールズ（警察官、男3）
- ビリー&マンディ（マンディのパパ）
- フィニアスとファーブ（ペリー）
- マイロ・マーフィーの法則（ディーオージー）
- 悪魔バスター★スター・バタフライ（レクメット、他）
- 怪奇ゾーン グラビティフォールズ（よったん）
- ベン10（スティンクフライ、ワイルドマット、アイ・ガイ、アシッドブレス 、Gluto、Porcupine、Limax、キャッシュ、他）
- ベン10:エイリアンフォース（ビッグチル、エコーエコー、ヒュモンゴサウルス、ジェットレイ、スパイダーモンキー、グープ、ブレインストーム, クロマストーン、スワンプファイアー、DNAリアン、他）
  - ベン10 オムニトリックスの秘密 Ben 10: Secret of the Omnitrix（スティンクフライ、ワイルドマット, Gluto, Robotic Lt.）
- マペット・ベビー（アニマル、スウィータム、プリシラ、シャーク、ウォルター 他）
- ミッキーマウス クラブハウス（サンタクロース）
- ラマだった王様 学校へ行こう! The Emperor's New School（ 村長Urkon、Yupi (The Yzma that Stole Kuzcoween)）
- リロ&スティッチ・ザ・シリーズ
- Higglytown Heroes （Pizza Guy、 Uncle Zooter）
- My Friends Tigger & Pooh（Buster）
- The New Woody Woodpecker Show （ Nicky Woodpecker (appears in just one episode "Eenie, Meany, Out You Go!") and Mr. Hippopotamus (voiced this episode "Inn Trouble") ）
- Whatever Happened to Robot Jones（審判、ナレーター、Mr. Uerkaut, Bush, Lincoln,悪ガキ2）
- Mike, Lu and Og Og
- ダニーファントム（Wulf他）
- What's with Andy?（Mr. Larkin、Martin Bonwick）
- Stripperella（Ozzy, 赤ん坊,ビジネスマン）
- LEGO スター・ウォーズ/フリーメーカーの冒険（ボバ・フェット）
- Star Trek:Prodigy (Murf)

### 劇場版アニメ
- スター・ウォーズ/クローン・ウォーズ（レックス、コーディ、ダヴィジャン、クローン・トルーパー）
- アステリックスとヴァイキング（イデフィックス、SMS・ピジョン）
- スポンジ・ボブ/スクエアパンツ ザ・ムービー（警察官、他）
- TMNT（役名表記なし）
- ハッピー・フィート（モーリス）
- フィリックス・ザ・キャット ムービー
- ベン10 エイリアンフォース・ザ・ムービー （ビッグチル、エコーエコー、クロマストーン、スワンプファイア）

### 映画
- スクービー・ドゥ2 モンスター・パニック（プテラノドンの声、10,000ボルトゴーストの声、ゾンビの声、赤い目の骸骨の声）
- スペース・ジャム（ダフィー・ダックの声、タズマニアン・デビルの声）
- ジョージ（豚になったジョージの声）
- タイムマシン（モーロックの声）
- D.N.A./ドクター・モローの島（獣人の声）
- ドーン・オブ・ザ・デッド（ゾンビの声）
- シャン・チー/テン・リングスの伝説（モーリス）
- ガーディアンズ・オブ・ギャラクシー:VOLUME 3（ブラープ）

### テレビ映画
- ベン10:時との戦い（ワイルドマットの声）
  - ベン10:謎のチップを追え!（ビッグチルの声、ヒューモンガソーの声）※ディー・ベイカー名義

### ゲーム
- アークザラッド 精霊の黄昏（デンシモ）
- キングダム ハーツ（ワッカ）
- サムライウエスタン 活劇侍道（キーラ&ネイサン、キリール&ナサニエル）
- スパイダーマン2（Puma※PC版のみ）
- スパイダーマン3 （マック・ガーガン/スコーピオン）
- ティーン・タイタンズ（シンダーブロック、プラズムス、テルニオン）
- ブロブ カラフルなきぼう（ブロブ）
- Halo 2（グレイヴマインド）
  - Halo 3（グレイヴマインド）
- Tony Hawk's Underground（Eric Sparrow）
- Gears of War （ラーム将軍）
- ファイナルファンタジーX-2（ブラスカ、ベンゾ、エイド＝ロンゾ）
- Viewtiful Joe, Viewtiful Joe 2（ビューティフル・ジョー）
- メタルギアソリッド2 Metal Gear Solid 2: Sons of Liberty（Navy SEAL兵士）
- ホーンテッドマンション Haunted Mansion （Zeke Halloway）
- NO MORE HEROES No More Heroes（ヘルター・スケルター、レッツ・シェイク）
- 鬼武者 無頼伝 Onimusha Blade Warriors（Gogandantess）
- 鬼武者3 Onimusha 3: Demon Siege（ガルガント）
- en:X-Men Legends, en:X-Men Legends II: Rise of Apocalypse、 en:Marvel: Ultimate Alliance （ナイトクローラー）
- Ape Escape: On the Loose （スペクター他）
- The Nightmare Before Christmas: Oogie's Revenge（Barrel）
- コール オブ デューティー:ユナイテッド オフェンシブ Call of Duty United Offensive（Pvt Koppel,ドイツ人）
- Treasure Planet: Battle at Procyon（several of the Arcturian, Human and Robot fleet members）
- Cars Mater-National（オットー）
- ぐるみん Gurumin: A Monstrous Adventure（Rocko, Digby, &プチ）
- Spore Spore（クリーチャー）
- w:Fallout: Brotherhood of Steel（兵士Ching Tsun, Wasteland Man,Ghoul Civilian[2]）
- Fallout 3（Dr.スタニスラウス・ブラウン）
- ザ・ダークネス The Darkness（the Insane Darkling）
- オーバーウォッチ Overwatch （ハモンド）